# 1389

## Събития
- На 15 юни 1389 година на Косово поле се е състояла паметната битка между християнската коалиция, предвождана от сръбския княз Лазар Хребелянович и османските турци. Макар турският султан Мурад I да загива (според легендата от сръбския юнак Милош Обилич), османците печелят съдбоносна победа, поведени от престолонаследника Баязид Светкавицата.

## Родени
- 27 септември – Козимо Медичи, основател на династията Медичи
- 9 ноември – Изабел дьо Валоа, кралица на Англия

## Починали
- 19 май – Дмитрий Донски, велик княз на Московското княжество
- 15 юни – султан Мурад I